# Pacto de Não-Agressão Sino-Soviético
O Pacto de Não-Agressão Sino-Soviético (chinês tradicional: 中蘇互不侵犯條約, chinês simplificado: 中苏互不侵犯条约, pinyin: Zhōng-sū hù bù qīnfàn tiáoyuē, em russo: Советско-китайский договор о ненападении; romaniz.: Sovetsko-kitayskiy dogovor o nenapadenii) foi assinado em Nanjing em 21 de agosto de 1937 entre a República da China e a União Soviética durante a Segunda Guerra Sino-Japonesa. Ele entrou em vigor no dia em que foi assinado. Foi registrado na League of Nations Treaty Series em 8 de setembro de 1937.

## Efeitos
A princípio, o tratado levou à melhoria das relações entre o Kuomintang, o governo de Chiang Kai-shek, e a URSS. Após a assinatura do pacto, a União Soviética enviou mais de 885 aviões para o governo nacional chinês na Operação Zet bem como uma ajuda econômica de 250 milhões em dólares em suprimentos para ajudar a evitar uma ocupação japonesa. Chiang esperava que isto seria um precursor da intervenção soviética na guerra, porém, como o passar do tempo, logo percebeu que a URSS estava restrita em que tipo de ajuda poderia realmente fornecer, por não querer ameaçar comprometer a aliança tácita com a Grã-Bretanha, França, e mais tarde com os Estados Unidos, que favoreceria a China na guerra, porém, deveria voltar o Japão contra a URSS, o que enfraqueceria a ambos.[carece de fontes?]
O tratado também possibilitou a URSS centrar mais a sua atenção na fronteira ocidental, onde a Alemanha nazista estava construindo o que parecia ser uma guerra com a URSS, especialmente após o pacto de neutralidade soviético-japonês ser assinado. O pacto contribuiu para a degradação das relações entre a China e a Alemanha nazista, que culminou no fim da ajuda militar alemã a China. O tratado foi um dos primeiros tratados diplomáticos após a queda da China Imperial.[carece de fontes?]

## Ligações Externas
- Texto do tratado